# کونین
کونین (به انگلیسی: Coniine) یک ترکیب شیمیایی با شناسه پاب‌کم ۴۴۱۰۷۲ است.
Coniine یک ترکیب شیمیایی سمی است، یک آلکالوئید موجود در شوکران سمی (Conium maculatum) و قابل جداسازی از آن است، کونین منبعی در عرصه هایی چون اقتصادی، پزشکی و تاریخی-فرهنگی قابل توجه بوده است.  مخروط نیز توسط گیاه پارچ زرد (Sarracenia flava) و جعفری آتوسا (Aethusa cynapium) تولید می‌شود.  بلعیدن و قرار گرفتن در معرض طولانی مدت آن برای انسان و همه طبقات دام سمی است.  مکانیسم مسمومیت آن شامل اختلال در سیستم عصبی مرکزی و مرگ ناشی از فلج تنفسی است.  بیوسنتز کونین به عنوان مرحله ماقبل آخر خود شامل چرخه غیر آنزیمی 5-oxooctylamine به γ-coniceine است، یک پایه شیف که تنها با پیوند دوگانه کربن-نیتروژن در حلقه با کونین متفاوت است.  این مسیر منجر به مخروط طبیعی می شود که یک مخلوط - یک راسمات - متشکل از دو انانتیومر استریو ایزومرها (S)-(+)-coniine و (R)-(-)-coniine است، بسته به جهتی که توسط زنجیره گرفته می شود.  شاخه های حلقه  هر دو انانتیومر سمی هستند و انانتیومر (R) از نظر بیولوژیکی فعال تر و سمی تر از این دو است.  کونین در تاریخ شیمی آلی به عنوان اولین مورد از دسته مهم آلکالوئیدها که توسط آلبرت لادنبرگ در سال 1886 سنتز شد، جایگاه دارد و تا دوران مدرن به روش‌های منحصربه‌فرد در آزمایشگاه سنتز شده است.